# 斯里蘭卡尖吻鱸
斯里蘭卡尖吻鱸為輻鰭魚綱鱸形目鱸亞目尖嘴鱸科的一種，分布於斯里蘭卡淡水、半鹹水域，體長可達25.6公分，棲息在底中層水域，屬肉食性，生活習性不明。